# Saint-Sauveur (Dordogne)
Saint-Sauveur település Franciaországban, Dordogne megyében. Lakosainak száma 855 fő (2022. január 1.). Saint-Sauveur Lamonzie-Montastruc, Liorac-sur-Louyre, Mouleydier, Creysse és Lembras községekkel határos.

## Népesség
A település népessége az elmúlt években az alábbi módon változott:
| Lakosok száma | 334  | 529  | 605  | 733  | 815  | 841  | 847  | 859  | 862  | 855  |
|               | 1968 | 1982 | 1990 | 2006 | 2013 | 2015 | 2017 | 2019 | 2020 | 2022 |